# Bistum Ugento-Santa Maria di Leuca
Das Bistum Ugento-Santa Maria di Leuca (lateinisch Dioecesis Uxentina-Sanctae Mariae Leucadensis, italienisch Diocesi di Ugento-Santa Maria di Leuca) ist eine in Italien gelegene römisch-katholische Diözese mit Sitz in Ugento.

## Weblinks

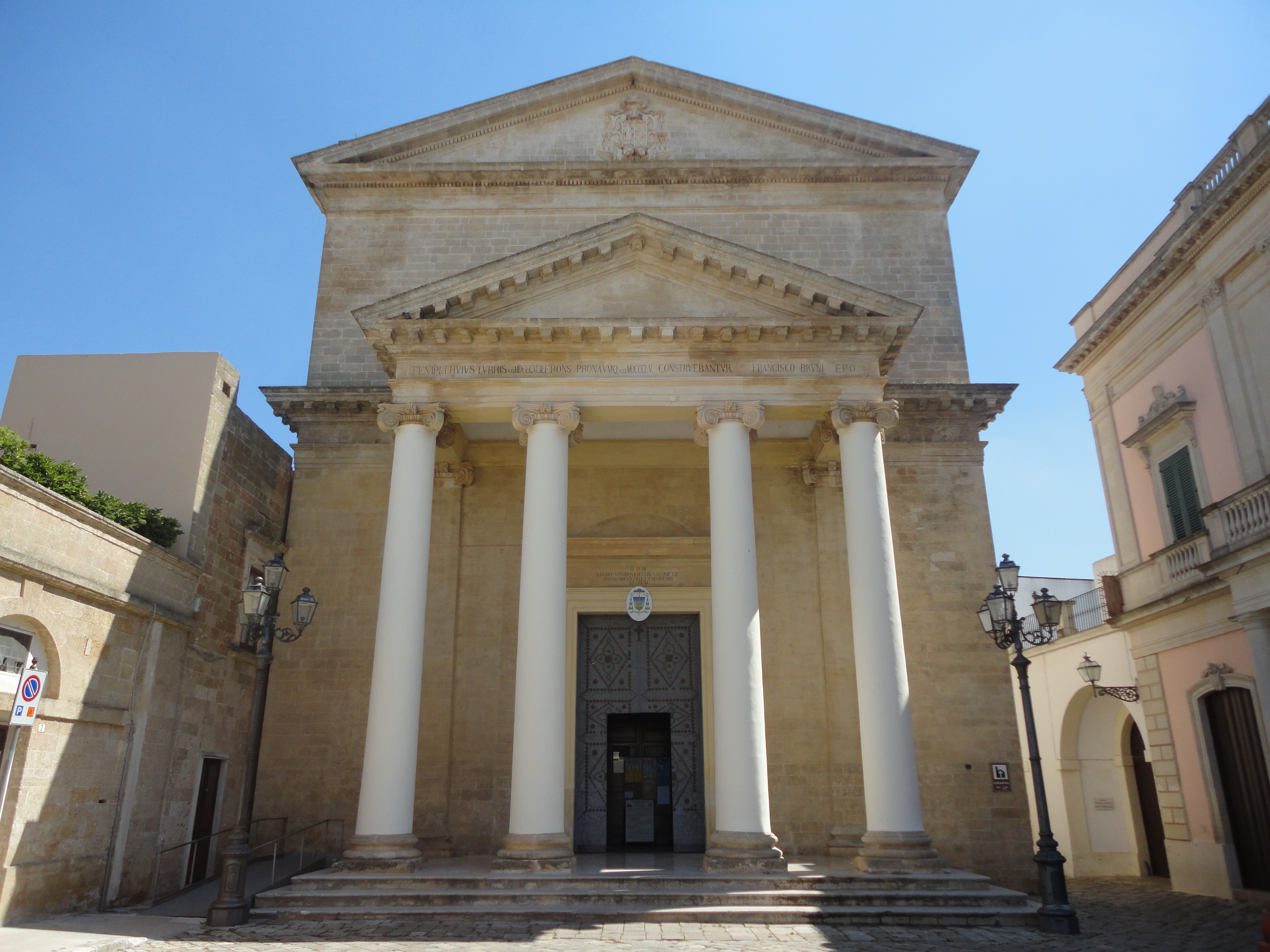
Kathedrale Santa Maria Assunta in Ugento

## Geschichte
Das Bistum Ugento-Santa Maria di Leuca wurde im 13. Jahrhundert als Bistum Ugento errichtet. Am 28. Juni 1818 wurde dem Bistum Ugento durch Papst Pius VII. mit der Apostolischen Konstitution De utiliori das Territorium des aufgelösten Bistums Alessano angegliedert. Das Bistum Ugento wurde am 1. August 1959 in Bistum Ugento-Santa Maria di Leuca umbenannt nach dem frühchristlichen Bischofssitz Santa Maria de Finibus Terrae in Santa Maria di Leuca.